# Морфологія рослин
Морфологія рослин (грец. морфа — форма; логос — слово, вчення) вивчає як зовнішні форми так і внутрішні структури, які сприймаються безпосередньо людським оком або за допомогою спеціальних інструментів (лупи, світлового або електронного мікроскопа). Цей розділ можна також назвати структурною ботанікою. Морфологія складає первісну і цілком необхідну основу для всіх інших ботанічних дисциплін. У зв'язку з цим вивчення курсу ботаніка розпочинається саме з морфології.
Морфологія в свою чергу включає ряд розділів, морфологічних за своєю суттю:
- Цитологія (грец. китос (цитос) посудина, клітина) вивчає будову і життєдіяльність клітин.
- Гістологія рослин (грец. гістос — тканина) вивчає рослинні тканини і їх розподіл в органах рослин.
- Зазвичай як окремий розділ виділяють анатомію рослин (грец. анатомео — розрізаю), яка за допомогою мікроскопа вивчає внутрішню будову рослин і, таким чином, включає цитологію і гістологію. Окремим розділом анатомії є також гістохімія, яка за допомогою мікроскопа і хімічних реакцій встановлює розподіл різних речовин в клітинах і тканинах.

Як один з розділів структурної ботаніки історично відокремилась ембріологія рослин (грец. ембріон — зародок), яка вивчає зародження і ранні етапи розвитку рослинного організму.
Морфологія головними своїми методами має спостереження і опис. Проте її не можна віднести до чисто описових наук, оскільки вона широко застосовує експеримент, виясняючи вплив різних факторів (причин) на будову рослини.
Важливу роль у морфології відіграє порівняльний метод, тобто співставлення відповідних структур у ряду видів рослин, як нині живучих, так і вимерлих. Цей метод допомагає виясненню еволюційної історії окремих структур або видів рослин.
Таким чином, всі структури рослин повинні вивчатись у їх розвитку, як індивідуальному, онтогенетичному (від грецького онто — суще, живе; генезис — народження), так і еволюційному, філогенетичному (від грецького філон — плем'я).